# 18446744073709551617
18446744073709551617（千八百四十四京六千七百四十四兆七百三十七億九百五十五万千六百十七、せんはっぴゃくよんじゅうよんけいろくせんななひゃくよんじゅうよんちょうななひゃくさんじゅうななおくきゅうひゃくごじゅうごまんせんろっぴゃくじゅうなな）は、自然数また整数において、18446744073709551616 の次で 18446744073709551618 の前の数である。

## 性質
- 18446744073709551617 は合成数であり、約数は 1, 274177, 67280421310721, 18446744073709551617 である。
- 18446744073709551617 = 226 + 1
  - 6番目のフェルマー数である。1つ前は4294967297、次は340282366920938463463374607431768211457。
  - 2番目に小さい合成数のフェルマー数で 274177 × 67280421310721 と素因数分解できる。
    - 1855年にデンマークの数学者 Thomas Clausen [1]、1880年にフランスの数学者フォーチュン・ランドリー（フランス語版）によって素因数分解された。この後、フェルマー数の素因数分解はコンピューターの登場を待つことになる[2]。